# 張百康
張百康，BBS（英語：Cheung Pak Hong）（MSocSc, BSc, Adv Dip Ed, Cert Ed, FSS, FIMA, CMath），獲香港大學社會科學碩士、理學士、教育證書、高級教育文憑。前香港考試及評核局公開考試委員會主席、考評局副主席。

## 任職
- 香港教育學院校董
- 會考委員會主席
- 師訓與師資諮詢委員會主席
- 中國數學奧林匹克委員會委員

## 歷任
- 香港考試及評核局副主席
- 風采中學校監
- 港島民生書院校長

## 所獲榮銜
- 香港特別行政區銅紫荊星章
- 行政長官卓越教學獎